# Milão-Turim de 2023
A 104.ª edição da clássica de ciclismo Milão-Turim foi uma corrida na Itália que se celebrou a 15 de março de 2023 sobre um percurso de 192 quilómetros com início na localidade de Rho e final no município de Orbassano.
A corrida fez parte do UCI ProSeries de 2023, calendário ciclístico mundial da segunda divisão, dentro da categoria UCI 1.pro e foi vencida pelos neerlandês Arvid de Kleijn do Tudor. Completaram o pódio, como segundo e terceiro classificado respectivamente, o colombiano Fernando Gaviria do Movistar e o também neerlandês Casper van Uden do DSM.

## Equipas participantes
Tomaram parte na corrida 17 equipas: 10 de categoria UCI WorldTeam convidados pela organização e 7 de categoria UCI ProTeam. Formaram assim um pelotão de 115 ciclistas dos quais terminaram 113. As equipas participantes foram:
| Equipes WorldTeam (10)- AG2R Citroën Team - Astana Qazaqstan Team - Bora-Hansgrohe - EF Education-EasyPost - Intermarché-Circus-Wanty - Movistar Team - Arkéa-Samsic - Team DSM - Team Jayco AlUla - Trek-Segafredo Equipes ProTeam (7)- Bingoal WB - Eolo-Kometa - Green Project-Bardiani CSF-Faizanè - Israel-Premier Tech - Q36.5 Pro Cycling Team - Team Corratec - Tudor Pro Cycling Team |
| |

## Classificação final
- A classificação finalizou da seguinte forma:[3]

| \| Classificação geral \| Classificação geral \| Classificação geral \| Classificação geral \| Classificação geral \| \| Ciclista \| Ciclista \| Equipe \| Tempo \| \| \| ------------------- \| ------------------- \| ---------------------- \| ------------------- \| ------------------- \| \| 1. \| Arvid de Kleijn \| Tudor Pro Cycling Team \| 3h59m02s \| \| \| 2. \| Fernando Gaviria \| Movistar Team \| + 0s \| \| \| 3. \| Casper van Uden \| Team DSM \| + 0s \| \| \| 4. \| Itamar Einhorn \| Israel-Premier Tech \| + 0s \| \| \| 5. \| Matteo Moschetti \| Q36.5 Pro Cycling Team \| + 0s \| \| \| 6. \| Nacer Bouhanni \| Arkéa-Samsic \| + 0s \| \| \| 7. \| Jordi Meeus \| Bora-Hansgrohe \| + 0s \| \| \| 8. \| Andrea Vendrame \| AG2R Citroën Team \| + 0s \| \| \| 9. \| Jon Aberasturi \| Trek-Segafredo \| + 0s \| \| \| 10. \| Dylan Groenewegen \| Team Jayco AlUla \| + 0s \| \| |                   |                        |          |
| |                   |                        |          |
| Fonte: ProCyclingStats |                   |                        |          |
| Classificação geral |                   |                        |          |
| Ciclista | Ciclista          | Equipe                 | Tempo    |
| 1. | Arvid de Kleijn   | Tudor Pro Cycling Team | 3h59m02s |
| 2. | Fernando Gaviria  | Movistar Team          | + 0s     |
| 3. | Casper van Uden   | Team DSM               | + 0s     |
| 4. | Itamar Einhorn    | Israel-Premier Tech    | + 0s     |
| 5. | Matteo Moschetti  | Q36.5 Pro Cycling Team | + 0s     |
| 6. | Nacer Bouhanni    | Arkéa-Samsic           | + 0s     |
| 7. | Jordi Meeus       | Bora-Hansgrohe         | + 0s     |
| 8. | Andrea Vendrame   | AG2R Citroën Team      | + 0s     |
| 9. | Jon Aberasturi    | Trek-Segafredo         | + 0s     |
| 10. | Dylan Groenewegen | Team Jayco AlUla       | + 0s     |

## Ciclistas participantes e posições finais
| Astana Qazaqstan Team AST | Astana Qazaqstan Team AST      | Astana Qazaqstan Team AST |
| ------------------------- | ------------------------------ | ------------------------- |
| Num                       | Ciclista                       | Pos                       |
| 1                         | Mark Cavendish (GBR) (estrada) | 33.                       |
| 2                         | Cees Bol (NED)                 | 49.                       |
| 3                         | Yevgeniy Fedorov (KAZ)         | 25.                       |
| 4                         | Davide Martinelli (ITA)        | 60.                       |
| 5                         | Aleksandr Riabushenko          | 40.                       |
| 6                         | Gleb Syrica                    | 27.                       |
| 7                         | Simone Velasco (ITA)           | 88.                       |

| AG2R Citroën Team ACT | AG2R Citroën Team ACT   | AG2R Citroën Team ACT |
| --------------------- | ----------------------- | --------------------- |
| Num                   | Ciclista                | Pos                   |
| 11                    | Benoît Cosnefroy (FRA)  | 92.                   |
| 12                    | Lawrence Naesen (BEL)   | 21.                   |
| 13                    | Oliver Naesen (BEL)     | 106.                  |
| 14                    | Michael Schär (SUI)     | 98.                   |
| 15                    | Greg Van Avermaet (BEL) | 41.                   |
| 16                    | Andrea Vendrame (ITA)   | 8.                    |
| 17                    | Larry Warbasse (USA)    | 95.                   |

| Bingoal WB BWB | Bingoal WB BWB            | Bingoal WB BWB |
| -------------- | ------------------------- | -------------- |
| Num            | Ciclista                  | Pos            |
| 21             | Matteo Malucelli (ITA)    | 113.           |
| 22             | Johan Meens (BEL)         | 87.            |
| 23             | Rémy Mertz (BEL)          | 103.           |
| 24             | Dimitri Peyskens (BEL)    | 105.           |
| 25             | Alexander Salby (DEN)     | 51.            |
| 26             | Marco Tizza (ITA)         | 107.           |
| 27             | Aaron Van der Beken (BEL) | 36.            |

| Bora-Hansgrohe BOH | Bora-Hansgrohe BOH     | Bora-Hansgrohe BOH |
| ------------------ | ---------------------- | ------------------ |
| Num                | Ciclista               | Pos                |
| 31                 | Jordi Meeus (BEL)      | 7.                 |
| 32                 | Giovanni Aleotti (ITA) | 102.               |
| 33                 | Shane Archbold (NZL)   | 32.                |
| 34                 | Matteo Fabbro (ITA)    | 101.               |
| 35                 | Patrick Konrad (AUT)   | 94.                |
| 36                 | Victor Koretzky (FRA)  | 26.                |
| 37                 | Matthew Walls (GBR)    | 63.                |

| EF Education-EasyPost EFE | EF Education-EasyPost EFE       | EF Education-EasyPost EFE |
| ------------------------- | ------------------------------- | ------------------------- |
| Num                       | Ciclista                        | Pos                       |
| 41                        | Alberto Bettiol (ITA)           | 61.                       |
| 42                        | Richard Carapaz (ECU) (estrada) | 72.                       |
| 43                        | Stefan de Bod (RSA)             | 82.                       |
| 44                        | Jens Keukeleire (BEL)           | 79.                       |
| 45                        | James Shaw (GBR)                | 96.                       |
| 46                        | Marijn van den Berg (NED)       | 17.                       |
| 47                        | Łukasz Wiśniowski (POL)         | 30.                       |

| Eolo-Kometa EOK | Eolo-Kometa EOK         | Eolo-Kometa EOK |
| --------------- | ----------------------- | --------------- |
| Num             | Ciclista                | Pos             |
| 51              | Mirco Maestri (ITA)     | 13.             |
| 52              | Simone Bevilacqua (ITA) | 34.             |
| 53              | Giovanni Lonardi (ITA)  | 35.             |
| 54              | David Martin (ESP)      | 22.             |
| 55              | Andrea Pietrobon (ITA)  | 110.            |
| 56              | Samuele Rivi (ITA)      | 29.             |
| 57              | Javier Serrano (ESP)    | 14.             |

| Green Project-Bardiani CSF-Faizanè BCF | Green Project-Bardiani CSF-Faizanè BCF | Green Project-Bardiani CSF-Faizanè BCF |
| -------------------------------------- | -------------------------------------- | -------------------------------------- |
| Num                                    | Ciclista                               | Pos                                    |
| 61                                     | Filippo Fiorelli (ITA)                 | 23.                                    |
| 62                                     | Iker Bonillo (ESP)                     | 43.                                    |
| 63                                     | Lorenzo Conforti (ITA)                 | 38.                                    |
| 64                                     | Luca Colnaghi (ITA)                    | 28.                                    |
| 65                                     | Davide Gabburo (ITA)                   | 16.                                    |
| 66                                     | Alessio Nieri (ITA)                    | 108.                                   |
| 67                                     | Alessandro Pinarello (ITA)             | 52.                                    |

| Intermarché-Circus-Wanty ICW | Intermarché-Circus-Wanty ICW | Intermarché-Circus-Wanty ICW |
| ---------------------------- | ---------------------------- | ---------------------------- |
| Num                          | Ciclista                     | Pos                          |
| 71                           | Biniam Girmay (ERI)          | 18.                          |
| 72                           | Niccolò Bonifazio (ITA)      | 69.                          |
| 73                           | Francesco Busatto (ITA)      | 42.                          |
| 74                           | Sven Erik Bystrøm (NOR)      | 56.                          |
| 75                           | Aimé De Gendt (BEL)          | 83.                          |
| 76                           | Mike Teunissen (NED)         | NP                           |
| 77                           | Loïc Vliegen (BEL)           | 84.                          |

| Israel-Premier Tech IPT | Israel-Premier Tech IPT        | Israel-Premier Tech IPT |
| ----------------------- | ------------------------------ | ----------------------- |
| Num                     | Ciclista                       | Pos                     |
| 81                      | Itamar Einhorn (ISR) (estrada) | 4.                      |
| 82                      | Ben Hermans (BEL)              | 54.                     |
| 83                      | Alastair MacKellar (AUS)       | 86.                     |
| 84                      | Nadav Raisberg (ISR)           | 57.                     |
| 85                      | Jens Reynders (BEL)            | 11.                     |

| Movistar Team MOV | Movistar Team MOV               | Movistar Team MOV |
| ----------------- | ------------------------------- | ----------------- |
| Num               | Ciclista                        | Pos               |
| 91                | Fernando Gaviria (COL)          | 2.                |
| 92                | Juri Hollmann (GER)             | 47.               |
| 93                | Johan Jacobs (SUI)              | 58.               |
| 94                | Oier Lazkano (ESP)              | 66.               |
| 95                | Lluís Mas (ESP)                 | 20.               |
| 96                | Iván Romeo (ESP)                | 59.               |
| 97                | Gonzalo Serrano Rodríguez (ESP) | 12.               |

| Q36.5 Pro Cycling Team Q36 | Q36.5 Pro Cycling Team Q36 | Q36.5 Pro Cycling Team Q36 |
| -------------------------- | -------------------------- | -------------------------- |
| Num                        | Ciclista                   | Pos                        |
| 101                        | Matteo Moschetti (ITA)     | 5.                         |
| 102                        | Matteo Badilatti (SUI)     | 62.                        |
| 103                        | Marcel Camprubí (ESP)      | 64.                        |
| 104                        | Corey Davis (USA)          | 48.                        |
| 105                        | Alessandro Fedeli (ITA)    | 76.                        |
| 106                        | Tobias Ludvigsson (SWE)    | 39.                        |
| 107                        | Cyrus Monk (AUS)           | 45.                        |

| Arkéa-Samsic ARK | Arkéa-Samsic ARK       | Arkéa-Samsic ARK |
| ---------------- | ---------------------- | ---------------- |
| Num              | Ciclista               | Pos              |
| 111              | Luca Mozzato (ITA)     | 75.              |
| 112              | Jenthe Biermans (BEL)  | 19.              |
| 113              | Nacer Bouhanni (FRA)   | 6.               |
| 114              | Donavan Grondin (FRA)  | 50.              |
| 115              | Kévin Ledanois (FRA)   | 70.              |
| 116              | Alan Riou (FRA)        | 111.             |
| 117              | Alessandro Verre (ITA) | 99.              |

| Team Corratec COR | Team Corratec COR        | Team Corratec COR |
| ----------------- | ------------------------ | ----------------- |
| Num               | Ciclista                 | Pos               |
| 121               | Attilio Viviani (ITA)    | 44.               |
| 122               | Matteo Amella (ITA)      |                   |
| 123               | Stefano Gandin (ITA)     | 53.               |
| 124               | Alessandro Iacchi (ITA)  | 97.               |
| 125               | Alexander Konychev (ITA) | 89.               |
| 126               | Simone Olivero (ITA)     | 73.               |
| 127               | Veljko Stojnić (SRB)     | 112.              |

| Team DSM DSM | Team DSM DSM              | Team DSM DSM |
| ------------ | ------------------------- | ------------ |
| Num          | Ciclista                  | Pos          |
| 131          | Marius Mayrhofer (GER)    | 100.         |
| 132          | Patrick Eddy (AUS)        | 104.         |
| 133          | Alexander Edmondson (AUS) | 55.          |
| 134          | Niklas Märkl (GER)        | 46.          |
| 135          | Lorenzo Milesi (ITA)      | 37.          |
| 136          | Moritz Kärsten (GER)      | 78.          |
| 137          | Casper van Uden (NED)     | 3.           |

| Team Jayco AlUla JAY | Team Jayco AlUla JAY    | Team Jayco AlUla JAY |
| -------------------- | ----------------------- | -------------------- |
| Num                  | Ciclista                | Pos                  |
| 141                  | Dylan Groenewegen (NED) | 10.                  |
| 142                  | Alexandre Balmer (SUI)  | 85.                  |
| 143                  | Lawson Craddock (USA)   | 90.                  |
| 144                  | Lukas Pöstlberger (AUT) | 77.                  |
| 145                  | Blake Quick (AUS)       | DNF                  |
| 146                  | Elmar Reinders (NED)    | 65.                  |
| 147                  | Zdeněk Štybar (CZE)     | 67.                  |

| Trek-Segafredo TFS | Trek-Segafredo TFS           | Trek-Segafredo TFS |
| ------------------ | ---------------------------- | ------------------ |
| Num                | Ciclista                     | Pos                |
| 151                | Jon Aberasturi (ESP)         | 9.                 |
| 152                | Julien Bernard (FRA)         | 91.                |
| 153                | Amanuel Gebrezgabihier (ERI) | 68.                |
| 154                | Asbjørn Hellemose (DEN)      | 24.                |
| 155                | Jacopo Mosca (ITA)           | 31.                |

| Tudor Pro Cycling Team TUD | Tudor Pro Cycling Team TUD     | Tudor Pro Cycling Team TUD |
| -------------------------- | ------------------------------ | -------------------------- |
| Num                        | Ciclista                       | Pos                        |
| 161                        | Arvid de Kleijn (NED)          | 1.                         |
| 162                        | Arthur Kluckers (LUX)          | 109.                       |
| 163                        | Sebastian Kolze Changizi (DEN) | 81.                        |
| 164                        | Aloïs Charrin (FRA)            | 71.                        |
| 165                        | Miká Heming (GER)              | 80.                        |
| 166                        | Rick Pluimers (NED)            | 74.                        |
| 167                        | Maikel Zijlaard (NED)          | 15.                        |

| Astana Qazaqstan Team AST | Astana Qazaqstan Team AST      | Astana Qazaqstan Team AST |
| ------------------------- | ------------------------------ | ------------------------- |
| Num                       | Ciclista                       | Pos                       |
| 1                         | Mark Cavendish (GBR) (estrada) | 33.                       |
| 2                         | Cees Bol (NED)                 | 49.                       |
| 3                         | Yevgeniy Fedorov (KAZ)         | 25.                       |
| 4                         | Davide Martinelli (ITA)        | 60.                       |
| 5                         | Aleksandr Riabushenko          | 40.                       |
| 6                         | Gleb Syrica                    | 27.                       |
| 7                         | Simone Velasco (ITA)           | 88.                       |

| AG2R Citroën Team ACT | AG2R Citroën Team ACT   | AG2R Citroën Team ACT |
| --------------------- | ----------------------- | --------------------- |
| Num                   | Ciclista                | Pos                   |
| 11                    | Benoît Cosnefroy (FRA)  | 92.                   |
| 12                    | Lawrence Naesen (BEL)   | 21.                   |
| 13                    | Oliver Naesen (BEL)     | 106.                  |
| 14                    | Michael Schär (SUI)     | 98.                   |
| 15                    | Greg Van Avermaet (BEL) | 41.                   |
| 16                    | Andrea Vendrame (ITA)   | 8.                    |
| 17                    | Larry Warbasse (USA)    | 95.                   |

| Bingoal WB BWB | Bingoal WB BWB            | Bingoal WB BWB |
| -------------- | ------------------------- | -------------- |
| Num            | Ciclista                  | Pos            |
| 21             | Matteo Malucelli (ITA)    | 113.           |
| 22             | Johan Meens (BEL)         | 87.            |
| 23             | Rémy Mertz (BEL)          | 103.           |
| 24             | Dimitri Peyskens (BEL)    | 105.           |
| 25             | Alexander Salby (DEN)     | 51.            |
| 26             | Marco Tizza (ITA)         | 107.           |
| 27             | Aaron Van der Beken (BEL) | 36.            |

| Bora-Hansgrohe BOH | Bora-Hansgrohe BOH     | Bora-Hansgrohe BOH |
| ------------------ | ---------------------- | ------------------ |
| Num                | Ciclista               | Pos                |
| 31                 | Jordi Meeus (BEL)      | 7.                 |
| 32                 | Giovanni Aleotti (ITA) | 102.               |
| 33                 | Shane Archbold (NZL)   | 32.                |
| 34                 | Matteo Fabbro (ITA)    | 101.               |
| 35                 | Patrick Konrad (AUT)   | 94.                |
| 36                 | Victor Koretzky (FRA)  | 26.                |
| 37                 | Matthew Walls (GBR)    | 63.                |

| EF Education-EasyPost EFE | EF Education-EasyPost EFE       | EF Education-EasyPost EFE |
| ------------------------- | ------------------------------- | ------------------------- |
| Num                       | Ciclista                        | Pos                       |
| 41                        | Alberto Bettiol (ITA)           | 61.                       |
| 42                        | Richard Carapaz (ECU) (estrada) | 72.                       |
| 43                        | Stefan de Bod (RSA)             | 82.                       |
| 44                        | Jens Keukeleire (BEL)           | 79.                       |
| 45                        | James Shaw (GBR)                | 96.                       |
| 46                        | Marijn van den Berg (NED)       | 17.                       |
| 47                        | Łukasz Wiśniowski (POL)         | 30.                       |

| Eolo-Kometa EOK | Eolo-Kometa EOK         | Eolo-Kometa EOK |
| --------------- | ----------------------- | --------------- |
| Num             | Ciclista                | Pos             |
| 51              | Mirco Maestri (ITA)     | 13.             |
| 52              | Simone Bevilacqua (ITA) | 34.             |
| 53              | Giovanni Lonardi (ITA)  | 35.             |
| 54              | David Martin (ESP)      | 22.             |
| 55              | Andrea Pietrobon (ITA)  | 110.            |
| 56              | Samuele Rivi (ITA)      | 29.             |
| 57              | Javier Serrano (ESP)    | 14.             |

| Green Project-Bardiani CSF-Faizanè BCF | Green Project-Bardiani CSF-Faizanè BCF | Green Project-Bardiani CSF-Faizanè BCF |
| -------------------------------------- | -------------------------------------- | -------------------------------------- |
| Num                                    | Ciclista                               | Pos                                    |
| 61                                     | Filippo Fiorelli (ITA)                 | 23.                                    |
| 62                                     | Iker Bonillo (ESP)                     | 43.                                    |
| 63                                     | Lorenzo Conforti (ITA)                 | 38.                                    |
| 64                                     | Luca Colnaghi (ITA)                    | 28.                                    |
| 65                                     | Davide Gabburo (ITA)                   | 16.                                    |
| 66                                     | Alessio Nieri (ITA)                    | 108.                                   |
| 67                                     | Alessandro Pinarello (ITA)             | 52.                                    |

| Intermarché-Circus-Wanty ICW | Intermarché-Circus-Wanty ICW | Intermarché-Circus-Wanty ICW |
| ---------------------------- | ---------------------------- | ---------------------------- |
| Num                          | Ciclista                     | Pos                          |
| 71                           | Biniam Girmay (ERI)          | 18.                          |
| 72                           | Niccolò Bonifazio (ITA)      | 69.                          |
| 73                           | Francesco Busatto (ITA)      | 42.                          |
| 74                           | Sven Erik Bystrøm (NOR)      | 56.                          |
| 75                           | Aimé De Gendt (BEL)          | 83.                          |
| 76                           | Mike Teunissen (NED)         | NP                           |
| 77                           | Loïc Vliegen (BEL)           | 84.                          |

| Israel-Premier Tech IPT | Israel-Premier Tech IPT        | Israel-Premier Tech IPT |
| ----------------------- | ------------------------------ | ----------------------- |
| Num                     | Ciclista                       | Pos                     |
| 81                      | Itamar Einhorn (ISR) (estrada) | 4.                      |
| 82                      | Ben Hermans (BEL)              | 54.                     |
| 83                      | Alastair MacKellar (AUS)       | 86.                     |
| 84                      | Nadav Raisberg (ISR)           | 57.                     |
| 85                      | Jens Reynders (BEL)            | 11.                     |

| Movistar Team MOV | Movistar Team MOV               | Movistar Team MOV |
| ----------------- | ------------------------------- | ----------------- |
| Num               | Ciclista                        | Pos               |
| 91                | Fernando Gaviria (COL)          | 2.                |
| 92                | Juri Hollmann (GER)             | 47.               |
| 93                | Johan Jacobs (SUI)              | 58.               |
| 94                | Oier Lazkano (ESP)              | 66.               |
| 95                | Lluís Mas (ESP)                 | 20.               |
| 96                | Iván Romeo (ESP)                | 59.               |
| 97                | Gonzalo Serrano Rodríguez (ESP) | 12.               |

| Q36.5 Pro Cycling Team Q36 | Q36.5 Pro Cycling Team Q36 | Q36.5 Pro Cycling Team Q36 |
| -------------------------- | -------------------------- | -------------------------- |
| Num                        | Ciclista                   | Pos                        |
| 101                        | Matteo Moschetti (ITA)     | 5.                         |
| 102                        | Matteo Badilatti (SUI)     | 62.                        |
| 103                        | Marcel Camprubí (ESP)      | 64.                        |
| 104                        | Corey Davis (USA)          | 48.                        |
| 105                        | Alessandro Fedeli (ITA)    | 76.                        |
| 106                        | Tobias Ludvigsson (SWE)    | 39.                        |
| 107                        | Cyrus Monk (AUS)           | 45.                        |

| Arkéa-Samsic ARK | Arkéa-Samsic ARK       | Arkéa-Samsic ARK |
| ---------------- | ---------------------- | ---------------- |
| Num              | Ciclista               | Pos              |
| 111              | Luca Mozzato (ITA)     | 75.              |
| 112              | Jenthe Biermans (BEL)  | 19.              |
| 113              | Nacer Bouhanni (FRA)   | 6.               |
| 114              | Donavan Grondin (FRA)  | 50.              |
| 115              | Kévin Ledanois (FRA)   | 70.              |
| 116              | Alan Riou (FRA)        | 111.             |
| 117              | Alessandro Verre (ITA) | 99.              |

| Team Corratec COR | Team Corratec COR        | Team Corratec COR |
| ----------------- | ------------------------ | ----------------- |
| Num               | Ciclista                 | Pos               |
| 121               | Attilio Viviani (ITA)    | 44.               |
| 122               | Matteo Amella (ITA)      |                   |
| 123               | Stefano Gandin (ITA)     | 53.               |
| 124               | Alessandro Iacchi (ITA)  | 97.               |
| 125               | Alexander Konychev (ITA) | 89.               |
| 126               | Simone Olivero (ITA)     | 73.               |
| 127               | Veljko Stojnić (SRB)     | 112.              |

| Team DSM DSM | Team DSM DSM              | Team DSM DSM |
| ------------ | ------------------------- | ------------ |
| Num          | Ciclista                  | Pos          |
| 131          | Marius Mayrhofer (GER)    | 100.         |
| 132          | Patrick Eddy (AUS)        | 104.         |
| 133          | Alexander Edmondson (AUS) | 55.          |
| 134          | Niklas Märkl (GER)        | 46.          |
| 135          | Lorenzo Milesi (ITA)      | 37.          |
| 136          | Moritz Kärsten (GER)      | 78.          |
| 137          | Casper van Uden (NED)     | 3.           |

| Team Jayco AlUla JAY | Team Jayco AlUla JAY    | Team Jayco AlUla JAY |
| -------------------- | ----------------------- | -------------------- |
| Num                  | Ciclista                | Pos                  |
| 141                  | Dylan Groenewegen (NED) | 10.                  |
| 142                  | Alexandre Balmer (SUI)  | 85.                  |
| 143                  | Lawson Craddock (USA)   | 90.                  |
| 144                  | Lukas Pöstlberger (AUT) | 77.                  |
| 145                  | Blake Quick (AUS)       | DNF                  |
| 146                  | Elmar Reinders (NED)    | 65.                  |
| 147                  | Zdeněk Štybar (CZE)     | 67.                  |

| Trek-Segafredo TFS | Trek-Segafredo TFS           | Trek-Segafredo TFS |
| ------------------ | ---------------------------- | ------------------ |
| Num                | Ciclista                     | Pos                |
| 151                | Jon Aberasturi (ESP)         | 9.                 |
| 152                | Julien Bernard (FRA)         | 91.                |
| 153                | Amanuel Gebrezgabihier (ERI) | 68.                |
| 154                | Asbjørn Hellemose (DEN)      | 24.                |
| 155                | Jacopo Mosca (ITA)           | 31.                |

| Tudor Pro Cycling Team TUD | Tudor Pro Cycling Team TUD     | Tudor Pro Cycling Team TUD |
| -------------------------- | ------------------------------ | -------------------------- |
| Num                        | Ciclista                       | Pos                        |
| 161                        | Arvid de Kleijn (NED)          | 1.                         |
| 162                        | Arthur Kluckers (LUX)          | 109.                       |
| 163                        | Sebastian Kolze Changizi (DEN) | 81.                        |
| 164                        | Aloïs Charrin (FRA)            | 71.                        |
| 165                        | Miká Heming (GER)              | 80.                        |
| 166                        | Rick Pluimers (NED)            | 74.                        |
| 167                        | Maikel Zijlaard (NED)          | 15.                        |

Convenções:
- AB-N: Abandono na etapa N
- FLT-N: Retiro por chegada fora do limite de tempo na etapa N
- NTS-N: Não tomou a saída para a etapa N
- DES-N: Desclassificado ou expulsado na etapa N

## UCI World Ranking
A Milão-Turim atribuiu pontos para o UCI World Ranking para ciclistas das equipas nas categorias UCI WorldTeam, UCI ProTeam e Continental. As seguintes tabelas são o barómetro de pontuação e os dez corredores que obtiveram mais pontos:
| Posição             | 1.º | 2.º | 3.º | 4.º | 5.º | 6.º | 7.º | 8.º | 9.º | 10.º | 11.º | 12.º | 13.º | 14.º | 15.º | 16.º-30.º | 31.º-40.º |
| Classificação geral | 200 | 150 | 125 | 100 | 85  | 70  | 60  | 50  | 40  | 35   | 30   | 25   | 20   | 15   | 10   | 5         | 3         |

| Classificação |                   |                     |       |
| Posição       | Ciclista          | Equipa              | Geral |
| ------------- | ----------------- | ------------------- | ----- |
| 1.º           | Arvid de Kleijn   | Tudor               | 200   |
| 2.º           | Fernando Gaviria  | Movistar            | 150   |
| 3.º           | Casper van Uden   | DSM                 | 125   |
| 4.º           | Itamar Einhorn    | Israel-Premier Tech | 100   |
| 5.º           | Matteo Moschetti  | Q36.5               | 85    |
| 6.º           | Nacer Bouhanni    | Arkéa Samsic        | 70    |
| 7.º           | Jordi Meeus       | Bora-Hansgrohe      | 60    |
| 8.º           | Andrea Vendrame   | AG2R Citroën        | 50    |
| 9.º           | Jon Aberasturi    | Trek-Segafredo      | 40    |
| 10.º          | Dylan Groenewegen | Jayco AlUla         | 35    |